# Softbolska reprezentacija Ujedinjenog Kraljevstva
Softbolska reprezentacija Ujedinjenog Kraljevstva predstavlja državu Ujedinjeno Kraljevstvo u športu softbolu.
Krovna organizacija: 

## Sudjelovanja na EP
- Prag 1993.: nisu sudjelovali
- Hørsholm 1995.: nisu sudjelovali
- Bussum 1997.: nisu sudjelovali
- Prag 1999.: 6.
- Antwerpen/Anvers 2001.: brončani
- Chočen 2003.: brončani
- Nijmegen 2005.: 4.
- Beveren 2007.: 8.